# Nectopsyche paludicola
Nectopsyche paludicola là một loài Trichoptera trong họ Leptoceridae. Chúng phân bố ở miền Tân bắc.